# 獅子座φ
獅子座φ，又名BD-02 3315，HD 98058、SAO 138102、HR 4368，是獅子座的一颗恒星，视星等为4.47，位于銀經262.66，銀緯51.65，其B1900.0坐标为赤經11h 11m 34.6s，赤緯-3° 51.65′ 18″。